# Палаццо Строцци
Палаццо Строцци (итал. Palazzo Strozzi) — палаццо (дворец) во Флоренции, Тоскана (Италия). Расположен в центре города между улицами Виа Строцци, Виа Торнабуони и площадью Строцци. Выдающийся памятник гражданской архитектуры периода кватроченто — раннего итальянского Возрождения. Построен по проекту архитектора Джулиано да Сангалло в 1489—1539 годах.

## История
Здание возведено по заказу Филиппо Строцци Старшего, торговца и коммерсанта, принадлежащего к одной из самых богатых семей Флоренции, традиционно враждебно настроенной по отношению к семье Медичи. Члены семьи Строцци были изгнаны из Флоренции в 1434 году из-за своей оппозиции к Медичи, но благодаря богатству, накопленному Филиппо Строцци в качестве банкира в Неаполе, они смогли вернуться в город в 1466 году, решив сокрушить своих соперников. Филиппо в течение многих лет покупал и сносил здания вокруг своей резиденции, чтобы получить землю, необходимую для строительства самого большого дворца, когда-либо существовавшего во Флоренции и, прежде всего, превосходящего Палаццо Медичи. Дворец и поныне впечатляет своими размерами.
Архитектор Джулиано да Сангалло сделал деревянную модель Палаццо между 1489 и 1490 годами (ныне хранится в музее Барджелло). Джорджо Вазари приписал этот первый проект Бенедетто да Майано, любимому архитектору Лоренцо Великолепного (до настоящего времени этот вопрос окончательно не решён). Ничто не было оставлено на волю случая, так что даже астрологам приходилось решать, в какой день лучше всего положить первый камень. Работы начались в 1489 году, но два года спустя Филиппо Строцци умер. Его наследники продолжили, хотя и с трудом, дорогостоящее дело Филиппа. В 1507 году был закончен цокольный этаж.
После смерти Бенедетто да Майано, когда здание достигло второго этажа, работа была поручена Симоне дель Поллайоло, известному под прозванием «Кронака», ему приписывают создание мощного венчающего карниза здания и внутреннего дворика (кортиле).
После многих перерывов из-за неустойчивого экономического положения семьи здание было закончено в 1538 году Баччо д’Аньоло, который также позаботился о внутренних помещениях и мебели. В 1538 году дворец был конфискован великим герцогом Козимо I Медичи из-за войны с флорентийскими изгнанниками под предводительством Филиппо и Пьеро Строцци. Только тридцать лет спустя дворец был возвращён кардиналу Лоренцо Строцци, брату Филиппо, который к тому времени умер в тюрьме. В 1638 году Герардо Сильвани построил капеллу на втором этаже, а в 1662 году расширил лестницу с выходом на Виа Торнабуони.
В 1907 году Пьеро Строцци умер, не оставив наследников, и в 1937 году здание перешло к Институту национального страхования (Istituto Nazionale delle Assicurazioni; INA). В 1999 году здание было продано Институтом итальянскому государству. В нём разместились Кабинет Джован Пьетро Вьёссё (Gabinetto G. P. Vieusseux), основанный в 1819 году, который часто посещал, в частности, Стендаль. В нём также хранится библиотека и ежемесячно издается Новая литературная антология. С 1940 года там же разместился Институт исследований эпохи Возрождения (Istituto di Studi sul Rinascimento), а позднее — Институт гуманистических исследований (Istituto di Studi Umanistici) и Фонд Палаццо Строцци (Fondazione Palazzo Strozzi).

## Архитектура
По композиционному типу здание относится к флорентийским городским дворцам раннего Возрождения. За образец архитектор Джулиано да Сангалло или Бенедетто да Майано (?) взял дворец Медичи, известный позднее как Палаццо Медичи-Риккарди, автором которого был Микелоццо. Здание представляет собой в плане точный квадрат, его фасады оформлены одинаково со всех сторон. Как и в Палаццо Медичи, фасады дворца Строцци расчленены по горизонтали на три яруса, здание увенчано мощным карнизом, имеет венецианские двойные арочные окна с колонкой посередине, и внутренний двор: «кортиле» (итал. cortile — дворик). Но в отличие от Палаццо Медичи фасады дворца оформлены сплошной рустовкой сверху до низу.
Примечательностью дворца являются вошедшие во все «истории» западноевропейского искусства кованые железные детали фасадов: держатели для факелов, флагов и кольца для привязывания лошадей — шедевры мастера Никколо Гроссо, известного как Капарра (итал. Il сaparra — залог, задаток), из-за того, что он всегда просил за работу деньги вперёд. Особенно интересны размещённые по углам фонари в форме небольшого храма с «шипами», драконы и сфинксы с факелами.

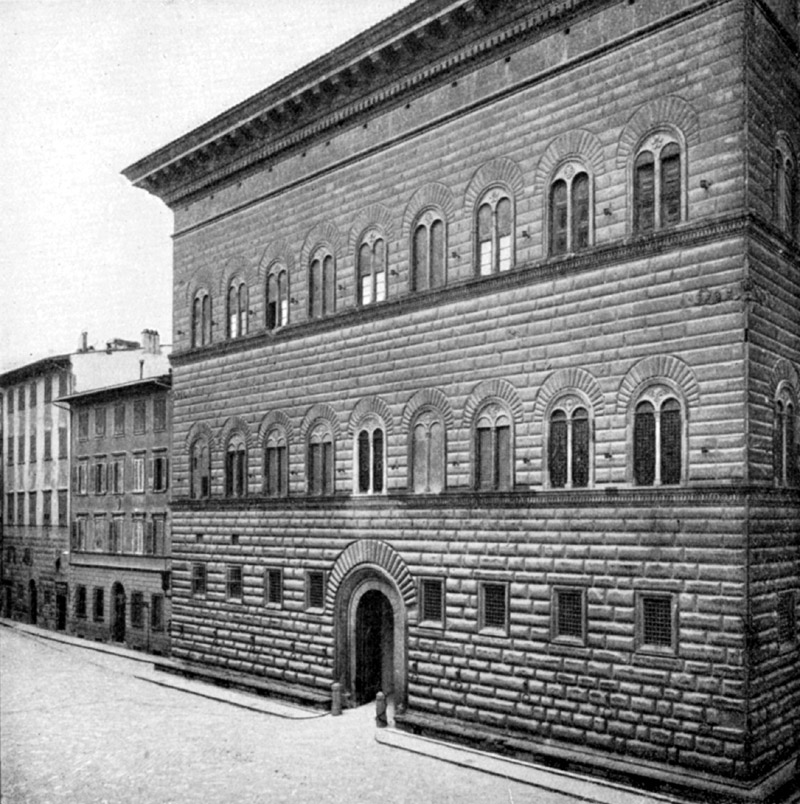
Палаццо Строцци. Архивная фотография (до 1908 г.)
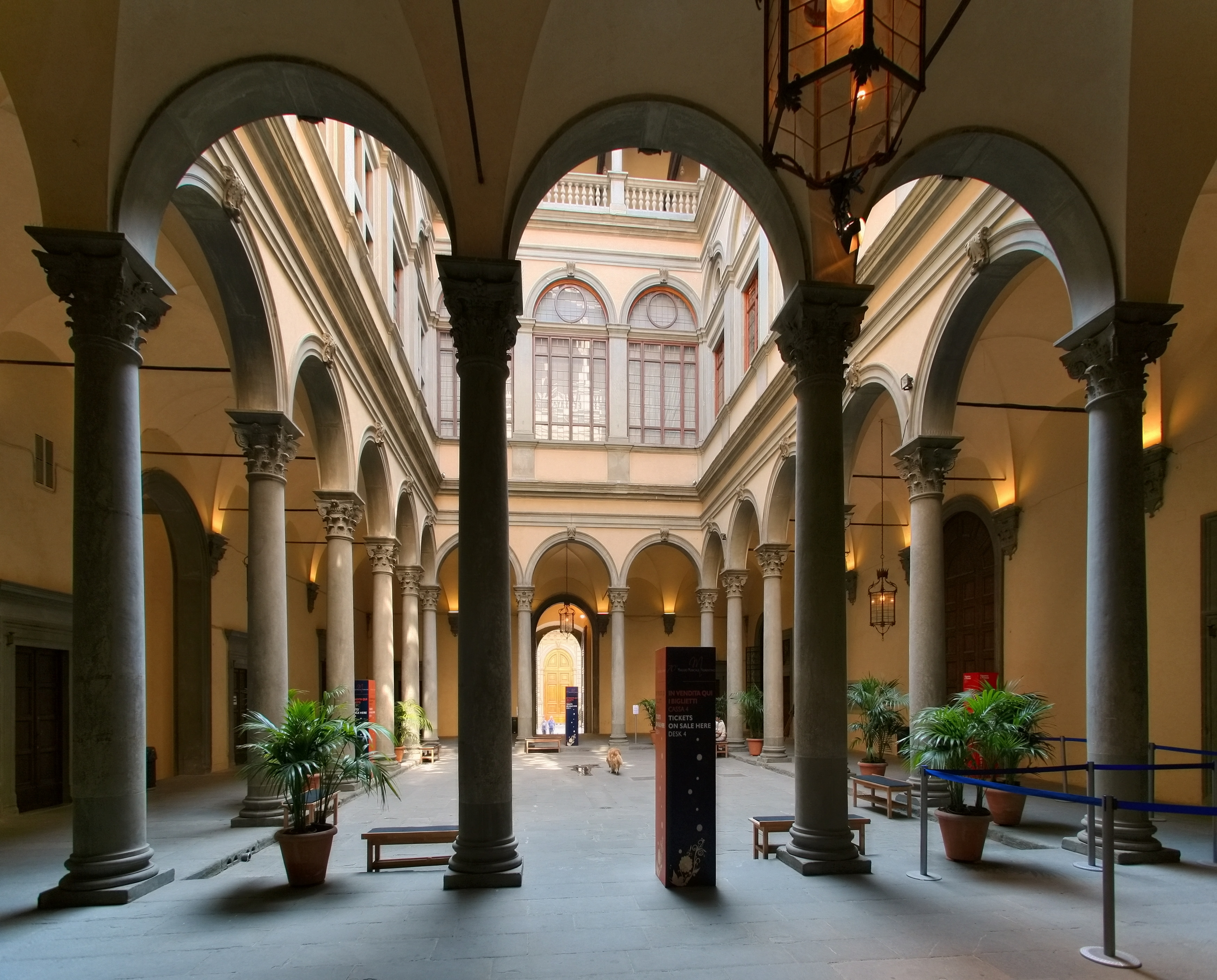
Двор (кортиле) Палаццо Строцци
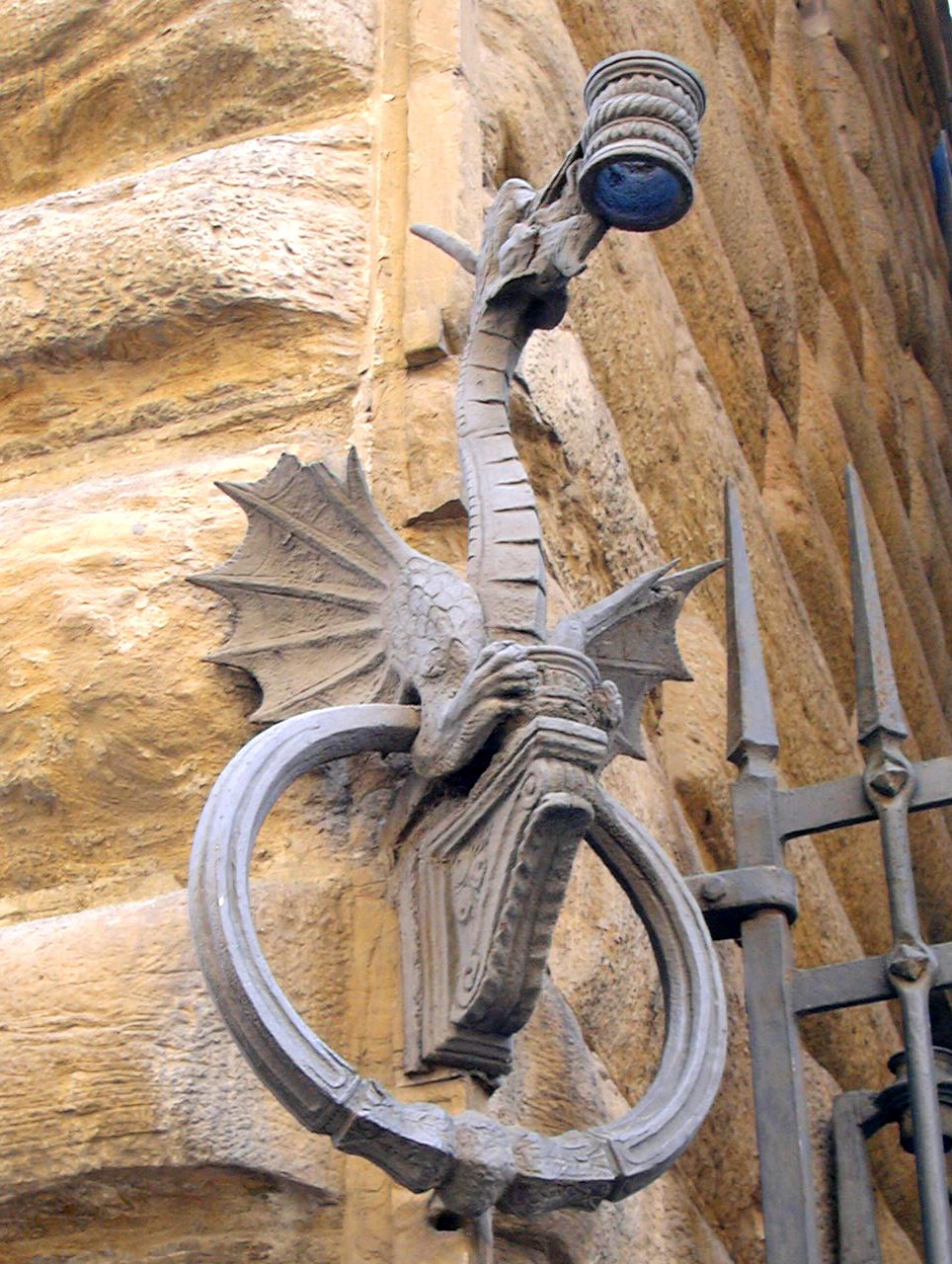
Факел-дракон
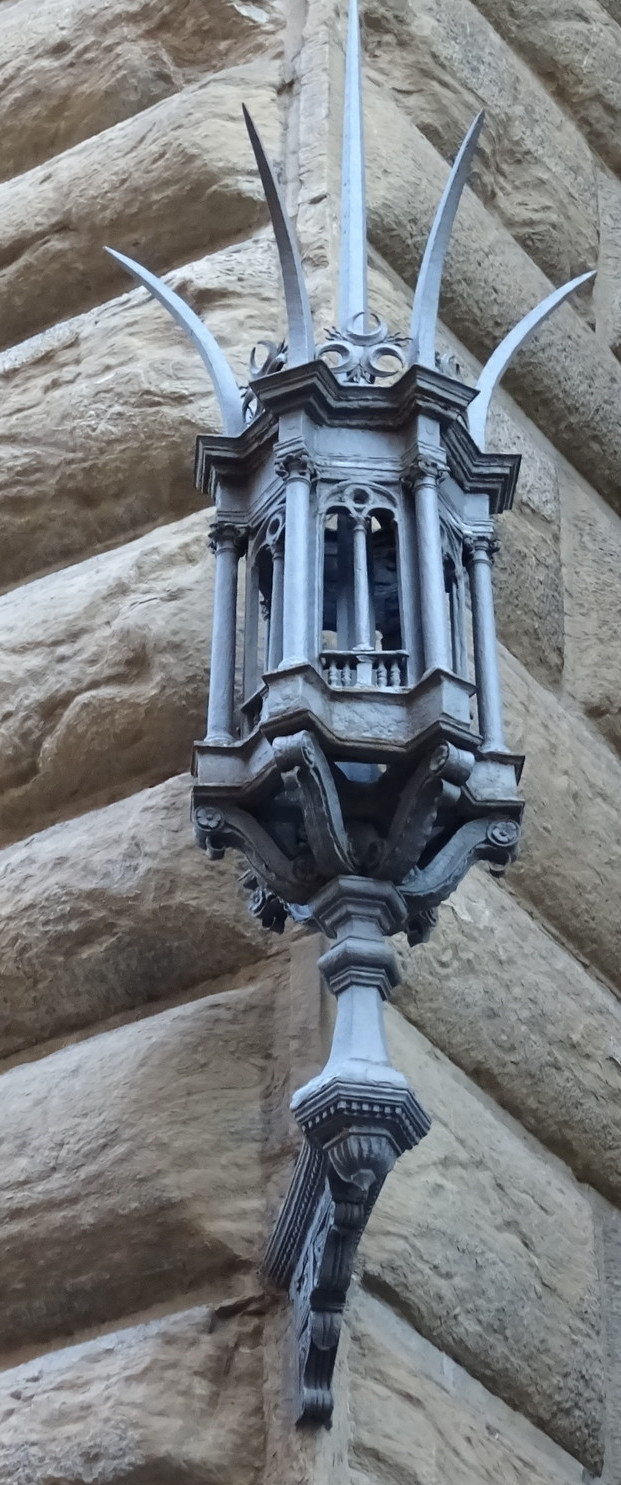
Угловая лантерна (фонарь)
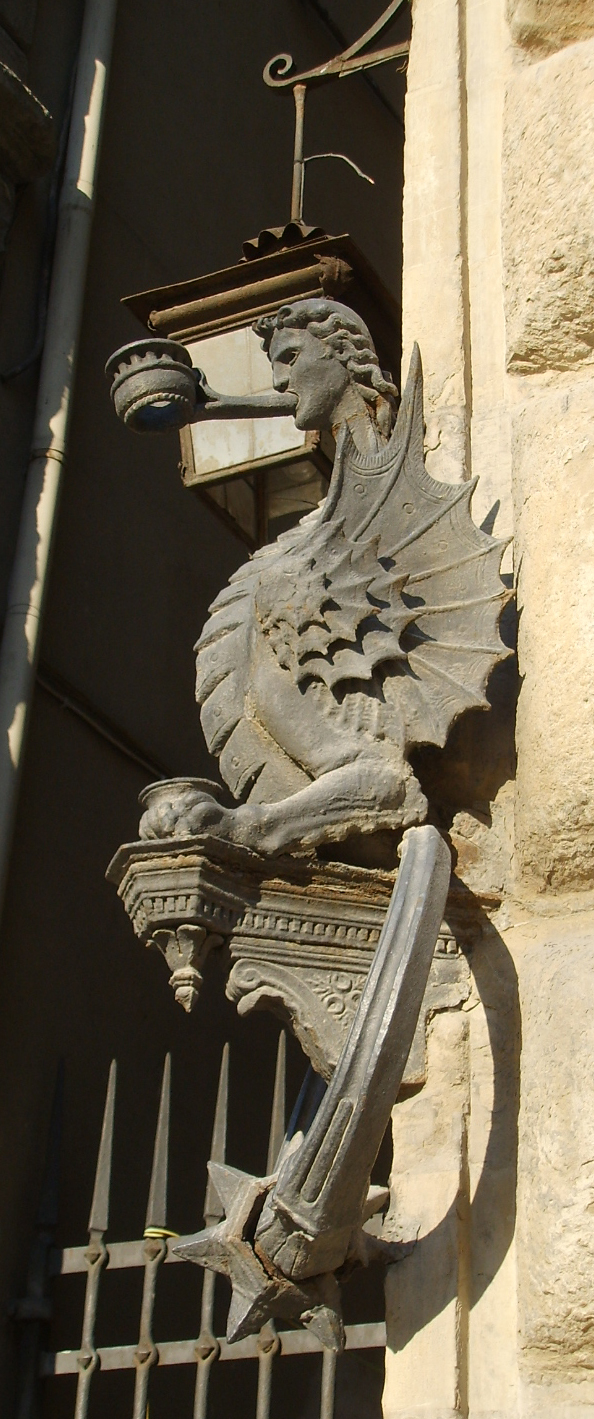
Крепление в виде сфинкса